# Cholet (quận)
Quận Cholet là một quận của Pháp, nằm ở tỉnh Maine-et-Loire, ở vùng Pays de la Loire. Quận này có 9 tổng và 78 xã.

## Các đơn vị hành chính

### Các tổng
Các tổng của quận Cholet là: 
1. Beaupréau
2. Champtoceaux
3. Chemillé
4. Cholet - Tổng thứ nhất
5. Cholet - Tổng thứ nhì
6. Cholet - Tổng thứ ba
7. Montfaucon-Montigné
8. Montrevault
9. Saint-Florent-le-Vieil

### Các xã
Các xã của quận Cholet, và mã INSEE là: 
| 1. Andrezé (49006)                   | 2. Beaupréau (49023)                   | 3. Beausse (49024)                       | 4. Botz-en-Mauges (49034)              |
| 5. Bourgneuf-en-Mauges (49039)       | 6. Bouzillé (49040)                    | 7. Bégrolles-en-Mauges (49027)           | 8. Champtoceaux (49069)                |
| 9. Chanteloup-les-Bois (49070)       | 10. Chaudron-en-Mauges (49083)         | 11. Chemillé (49092)                     | 12. Cholet (49099)                     |
| 13. Cossé-d'Anjou (49111)            | 14. Drain (49126)                      | 15. Gesté (49151)                        | 16. Jallais (49162)                    |
| 17. La Boissière-sur-Èvre (49033)    | 18. La Chapelle-Rousselin (49074)      | 19. La Chapelle-Saint-Florent (49075)    | 20. La Chapelle-du-Genêt (49072)       |
| 21. La Chaussaire (49085)            | 22. La Jubaudière (49165)              | 23. La Jumellière (49169)                | 24. La Poitevinière (49243)            |
| 25. La Pommeraye (49244)             | 26. La Renaudière (49258)              | 27. La Romagne (49260)                   | 28. La Salle-et-Chapelle-Aubry (49324) |
| 29. La Séguinière (49332)            | 30. La Tessoualle (49343)              | 31. La Tourlandry (49351)                | 32. La Varenne (49360)                 |
| 33. Landemont (49172)                | 34. Le Fief-Sauvin (49137)             | 35. Le Fuilet (49145)                    | 36. Le Longeron (49179)                |
| 37. Le Marillais (49190)             | 38. Le May-sur-Èvre (49193)            | 39. Le Mesnil-en-Vallée (49204)          | 40. Le Pin-en-Mauges (49239)           |
| 41. Le Puiset-Doré (49252)           | 42. Les Cerqueux (49058)               | 43. Liré (49177)                         | 44. Maulévrier (49192)                 |
| 45. Mazières-en-Mauges (49195)       | 46. Melay (49199)                      | 47. Montfaucon-Montigné (49206)          | 48. Montjean-sur-Loire (49212)         |
| 49. Montrevault (49218)              | 50. Neuvy-en-Mauges (49225)            | 51. Nuaillé (49231)                      | 52. Roussay (49263)                    |
| 53. Saint-André-de-la-Marche (49264) | 54. Saint-Christophe-du-Bois (49269)   | 55. Saint-Christophe-la-Couperie (49270) | 56. Saint-Crespin-sur-Moine (49273)    |
| 57. Saint-Florent-le-Vieil (49276)   | 58. Saint-Georges-des-Gardes (49281)   | 59. Saint-Germain-sur-Moine (49285)      | 60. Saint-Laurent-de-la-Plaine (49295) |
| 61. Saint-Laurent-des-Autels (49296) | 62. Saint-Laurent-du-Mottay (49297)    | 63. Saint-Léger-sous-Cholet (49299)      | 64. Saint-Lézin (49300)                |
| 65. Saint-Macaire-en-Mauges (49301)  | 66. Saint-Philbert-en-Mauges (49312)   | 67. Saint-Pierre-Montlimart (49313)      | 68. Saint-Quentin-en-Mauges (49314)    |
| 69. Saint-Rémy-en-Mauges (49316)     | 70. Saint-Sauveur-de-Landemont (49320) | 71. Sainte-Christine (49268)             | 72. Tillières (49349)                  |
| 73. Torfou (49350)                   | 74. Toutlemonde (49352)                | 75. Trémentines (49355)                  | 76. Vezins (49371)                     |
| 77. Villedieu-la-Blouère (49375)     | 78. Yzernay (49381)                    |                                          |                                        |